# Aleksandra Okopień-Sławińska
Aleksandra Okopień-Sławińska (ur. 22 października 1932) – uczona polska, teoretyczka literatury, emerytowana profesor Instytutu Badań Literackich Polskiej Akademii Nauk.

## Życiorys
W roku 1955 ukończyła filologię polską na Uniwersytecie Warszawskim. W 1964 obroniła tamże doktorat. W 1985 habilitowała się na Uniwersytecie im. Adama Mickiewicza w Poznaniu. W 1998 otrzymała tytuł profesora. Pracę naukową i dydaktyczną prowadziła w latach 1955-1971 w Katedrze Teorii Literatury Uniwersytetu Warszawskiego, 1960-1963 w Wyższej Szkole Pedagogicznej w Gdańsku, 1971-2002 w Instytucie Badań Literackich PAN, 1978-1994 w Państwowej Wyższej Szkole Teatralnej w Warszawie.
Najważniejsze dziedziny jej zainteresowań naukowych to: komunikacyjna teoria dzieła literackiego, semantyka relacji osobowych, semantyka poetycka, nauka o wierszu, sztuka rozumienia i interpretacji tekstu. Osobne miejsce w jej dorobku naukowym zajmują prace podręcznikowe i słownikowe poświęcone systematyzowaniu wiedzy filologicznej i dydaktyce akademickiej.

## Publikacje
Jest autorką szeregu interpretacji i rozpraw oraz następujących książek:
- Wiersz nieregularny i wolny Mickiewicza, Słowackiego i Norwida, Wrocław 1964
- Semantyka wypowiedzi poetyckiej. (Preliminaria), Wrocław 1985, Kraków 1998, 2001
- Wiadomości z teorii literatury, pod red. K. Budzyka, Warszawa 1957 (wspólnie z M. Głowińskim i J. Sławińskim)
- Zarys teorii literatury, Warszawa 1962, 1967, 1971, 1975, 1986, 1991 (wspólnie z M. Głowińskim i J. Sławińskim)
- Czytamy utwory współczesne. Analizy, Warszawa 1967 (wspólnie z T. Kostkiewiczową i J. Sławińskim)
- Słownik terminów literackich, pod red. J. Sławińskiego, Wrocław 1976, 1988, 1998 (wspólnie z M. Głowińskim, T. Kostkiewiczową i J. Sławińskim)
- Podręczny słownik terminów literackich, pod red. J. Sławińskiego, Warszawa 1993, 1994, 2002 (wyd. 14) (wspólnie z M. Głowińskim, T. Kostkiewiczową i J. Sławińskim).

## Życie prywatne
Wdowa po profesorze Januszu Sławińskim (1934-2014). Ich synem był filozof Krzysztof Okopień.